# Оксалати

Структура оксалатного аніона

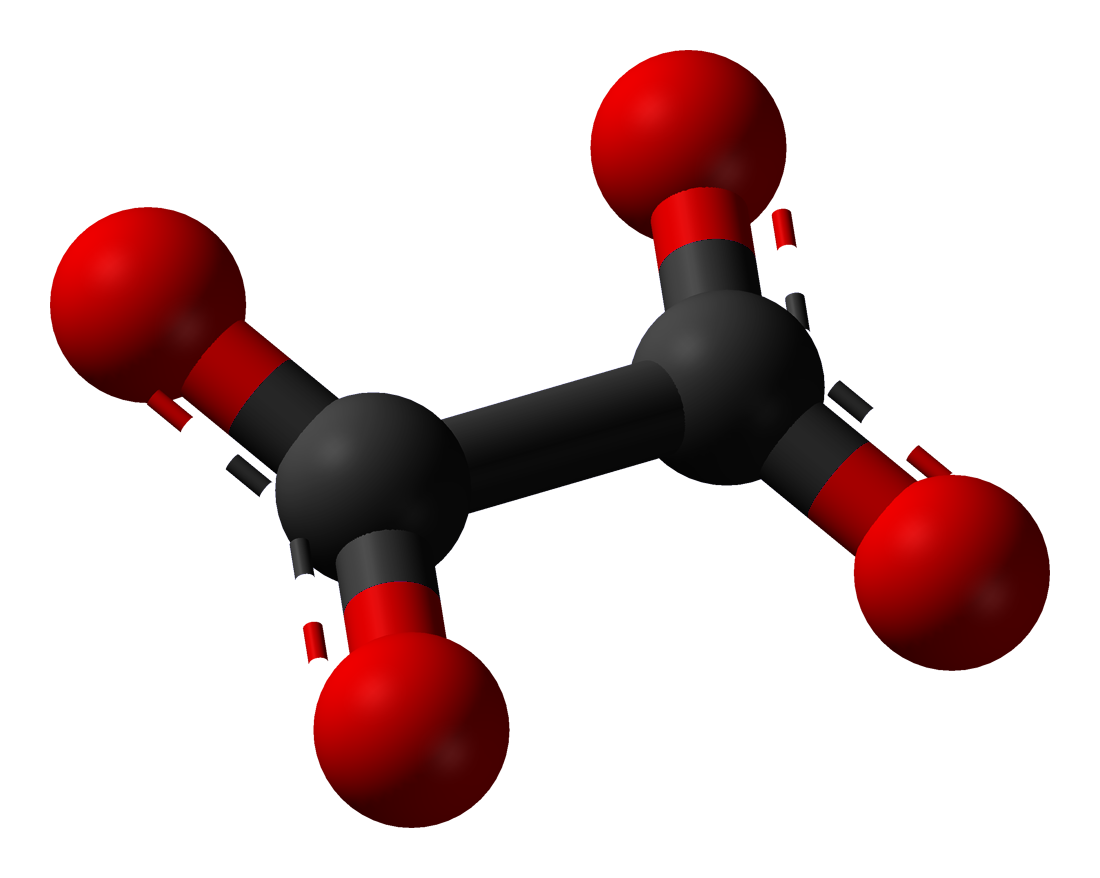
Модель оксалатного аніона

Оксала́ти — солі та естери щавлевої кислоти.
Солі містять у своєму складі діаніон (оксалат) C2O42− або (COO)22−, що утворюється при подвійному депротонуванні щавлевої кислоти. Оскільки щавлева кислота є двоосновною, до ряду оксалатів також належать не повністю заміщені гідрооксалати (наприклад, NaHC2O4, KHC2O4).